# Kỳ Đồng
Về địa danh cùng tên, xem bài Kỳ Đồng (xã)
Kỳ Đồng (奇童), tên thật là Nguyễn Văn Cẩm (阮文錦, 8 tháng 10 năm 1875 - tháng 7 năm 1929), người làng Trung Lập (theo cuốn Danh nhân Thái Bình thì quê ông là làng Ngọc Đình), phủ Tiên Hưng, tỉnh Hưng Yên, nay là xã Văn Cẩm, huyện Hưng Hà, tỉnh Thái Bình. Ông vốn có tư chất thông minh từ nhỏ lại được cha, là nhà nho giỏi, dạy dỗ. Ông được chính phủ Pháp cấp học bổng sang học Trường trung học Alger, tốt nghiệp tú tài khoa học và văn chương. Ông có lẽ là Người Việt đầu tiên đỗ tú tài Pháp.

## Tiểu sử
Kỳ Đồng có nghĩa là (Đứa trẻ kỳ tài) là tên gọi được vua Tự Đức sắc phong cho cùng với sớ "Tên này còn ít tuổi, chưa thể dùng được, nay giao tỉnh thần Hưng Yên dạy bảo, để khi lớn lên, nhà nước sẽ dùng."
Tám tuổi mụ (năm 1882), Kỳ Đồng đã được cha cho dự kỳ thi khảo khóa chuẩn bị cho kỳ thi hương sau đó tại trường Nam Định. Nguyễn Văn Cẩm đoạt loại ưu, được quan đốc học Nam Định trình tấu về triều. Vua Tự Đức ban chỉ dụ khen thưởng, cấp tiền gạo ăn học.
Năm 1887, những người dân có tư tưởng chống Pháp nhưng mê tín ở tỉnh Nam Định cũ (ở cả Nam Định và Thái Bình ngày nay) tôn Kỳ Đồng làm hậu thân của Trạng Trình Nguyễn Bỉnh Khiêm, tiến hành tổ chức một đám rước kiệu Kỳ Đồng tiền về tỉnh lỵ Nam Định, nhằm hướng nhân tâm về một thủ lĩnh chống Pháp mới. Công sứ Pháp ở Nam Định là Brie phải ra lệnh nổ súng thị uy, giải tán đoàn người. Sau đó, người Pháp quay sang lợi dụng lại việc này vào mục đích tuyên truyền: họ lưu đày những người tổ chức sự kiện này ở Côn Đảo, nhưng riêng Kỳ Đồng họ lại cho đi du học ở thủ đô An giê (Alger) của Algérie lúc đó thuộc Pháp, ngày 2 tháng 10 năm 1887.
Tại Algiers, Kỳ Đồng học tại trường trung học Louis le Grand trong 9 năm, từ tháng 10 năm 1887 đến tháng 9 năm 1896. Trong thời gian này, ông quen và thân thiết với Quận công Ưng Lịch (Hàm Nghi) lúc đó cũng đang bị lưu đày tại đó và từng đến thăm viếng cựu hoàng. 
Ông từ chối lời mời làm quan của Pháp mà chỉ xin đất để mở mang việc làm ruộng ở Yên Thế vào năm 1897.
Vì sợ ông liên lạc với Đề Thám nên Pháp đã đày ông sang quần đảo Marquesas. Ông mất ở đảo Tahiti (Papeete) năm 1929, thọ 54 tuổi
Ông có một số bài thơ dạng tự thuật như Lời non nước hay Đường lên Yên Thế.

## Di sản
Tên Kỳ Đồng được đặt cho các con phố ở:
- Hà Nội, (đến năm 1964 thì đổi phố Tống Duy Tân)
- Thành phố Hồ Chí Minh
- Đà Nẵng (từ năm 2000)
- Thái Bình
- Hải Phòng
- Bình Dương